# Фонтана (Ређо Емилија)
Фонтана (итал. Fontana) је насеље у Италији у округу Ређо Емилија, региону Емилија-Ромања.
Према процени из 2011. у насељу је живело 542 становника. Насеље се налази на надморској висини од 45 м.